# Lužická (Praha)
Lužická je ulice na Vinohradech v Praze 2 spojující ulice Budečskou s Kladskou. Ulice je jednosměrně průjezdná z Budečské do Kladské. Ulice začíná kolmo v ulici Budečské a pokračuje na východ mírně do kopce. Kříží ulici Šumavskou a poté Chodskou a nakonec končí v sadech Bratří Čapků. Pokud by zde nebyl zákaz vjezdu a květináče, bylo by možné projíždět dále do Hradešínské. Na rohu ulic Lužická a Kladská se nachází základní škola Kladská. V prvních dvou blocích se nachází fialová parkovací zóna, v poslední modrá. V celé délce ulice je husté stromořadí břestovce západního, většina domů je z konce 19. století. Ulice nese svůj název po obou Lužicích, historických zemích Koruny české. Název nese od roku 1900. Pouze v letech 1940–1945 se jmenovala Rankova, po německém historikovi Leopoldu von Ranke. Před vznikem ulice se zde nacházelo pole. V roce 2011 bylo stromořadí navrženo na Alej roku, cenu však nevyhrálo.